# Ван Метер (Ајова)
Ван Метер (енгл. Van Meter) град је у америчкој савезној држави Ајова. По попису становништва из 2010. у њему је живело 1.016 становника.

## Демографија
Према попису становништва из 2010. у граду је живело 1.016 становника, што је 150 (17,3%) становника више него 2000. године.
| Група             | 2000.       | 2010.       |
| Белци             | 844 (97,5%) | 990 (97,4%) |
| Афроамериканци    | 2 (0,2%)    | 2 (0,2%)    |
| Азијати           | 6 (0,7%)    | 6 (0,6%)    |
| Хиспаноамериканци | 12 (1,4%)   | 6 (0,6%)    |
| Укупно            | 866         | 1.016       |